# USS Darter (SS-576)
Pour les autres navires du même nom, voir USS Darter.
L'USS Darter (SS-576) est un sous-marin unique basé sur les caractéristiques techniques de la classe Tang, mais incorporant de nombreuses améliorations. Il est le second navire de la marine américaine à porter le nom de USS Darter, un type de petit poisson d'eau douce américain.
Le contrat de construction du Darter est attribué au chantier Electric Boat de General Dynamics Corporation à Groton, dans le Connecticut le 30 juin 1954. Sa quille est posée le 10 novembre 1954, il est lancée le 28 mai 1956 (parrainée par Mme G. L. Russell), et mis en service le 20 octobre 1956.
Conçu dans le cadre du projet SCB 116 avec un équipement acoustique, électronique et de contrôle de tir sophistiqué, le Darter est destiné à servir de nouvelle génération de sous-marins de lutte ASM d'après-guerre, similaire à l'USS Tang. Le Darter est utilisé pour expérimenter de nombreuses innovations, y compris un prototype de barreur-planeur à trois hommes utilisant des commandes de manche de style avion.